# Orden Socialista
Orden Socialista fue un movimiento político chileno, de ideología socialista, existente entre 1931 y 1933.

## Historia
Fue fundado a fines de 1931, por diversas logias masónicas.[cita requerida] Uno de sus líderes principales fue Arturo Bianchi Gundián, arquitecto y exdirigente estudiantil de la Universidad de Chile. Su Declaración de principios establecía que: 

La Orden Socialista declara que su principio ideológico fundamental es el SOCIALISMO DEL ESTADO, en razón de ser el más perfecto sistema de organización social que ha producido la mente humana, (...)
Declaración de principios de la Orden Socialista, 11 de diciembre de 1931.

La organización se compuso de un Comisario General, y sus bases estaban agrupadas en capítulos, o núcleos autónomos constituidos por 12 células, compuestas a su vez por 3 miembros cada una.
Esta colectividad protagonizó la unificación de las agrupaciones de la izquierda chilena; en 1933 conformó —junto al Partido Socialista Marxista, la Nueva Acción Pública, y la Unión Revolucionaria Socialista— el Partido Socialista de Chile (PS).